# 梅尔塞斯
梅尔塞斯是巴西米纳斯吉拉斯州的一个市镇。总面积352.808平方公里，总人口10452人，人口密度29.6人/平方公里。